# Parafodina pentagonalis
Parafodina pentagonalis là một loài bướm đêm trong họ Noctuidae.